# ドゥーイン・ザ・シング
『ドゥーイン・ザ・シング』（Doin' the Thing）は、アメリカ合衆国のジャズ・ピアニスト、ホレス・シルヴァーが1961年に録音・発表したライブ・アルバム。

## 解説
シルヴァー・クインテットとしては初のライブ・アルバムだが、2008年には、より古いライブ音源を収録したアルバム『ライヴ・アット・ニューポート'58』もブルーノート・レコードから発売されている。1961年5月19日と20日のヴィレッジ・ゲイト公演からのライブ音源が収録され、この2日間のライブ録音は大部分が未発表となったが、本作で外された音源のうち5月19日録音の「It Ain't S'posed to Be Like That」と20日録音の「Cool Eyes (alternate full version)」は、1979年発売のコンピレーション・アルバム『Sterling Silver』で発表された。
スコット・ヤナウはオールミュージックにおいて5点満点中4.5点を付け「シルヴァー率いるクインテットの全盛期のメンバーが、4曲を長尺に引き伸ばして演奏している」と評している。

## 収録曲
全曲ともホレス・シルヴァー作。
1. フィルシー・マクナスティ - "Filthy McNasty" - 11:23
2. ドゥーイン・ザ・シング - "Doin' the Thing" - 11:10
3. キス・ミー・ライト - "Kiss Me Right" - 9:17
4. ザ・グリンゴ〜ザ・テーマ:クール・アイズ - "The Gringo / the Theme: Cool Eyes" - 11:43

## 参加ミュージシャン
- ホレス・シルヴァー - ピアノ
- ブルー・ミッチェル - トランペット
- ジュニア・クック - テナー・サクソフォーン
- ジーン・テイラー - ベース
- ロイ・ブルックス（英語版） - ドラムス